# Eugen Mitu
Eugen Mitu (n. 17 septembrie 1949) este un deputat român în legislatura 1990-1992, ales în județul Olt pe listele partidului FSN. În cadrul activității sale parlamentare, Eugen Mitu a fost membru în grupurile parlamentare de prietenie cu Regatul Thailanda, Republica Venezuela, Japonia, Republica Islamică Iran, Mongolia, Republica Libaneză, Republica Italianǎ și Regatul Spaniei. 